# Branden på Torkel Knutssonsgatan 1906

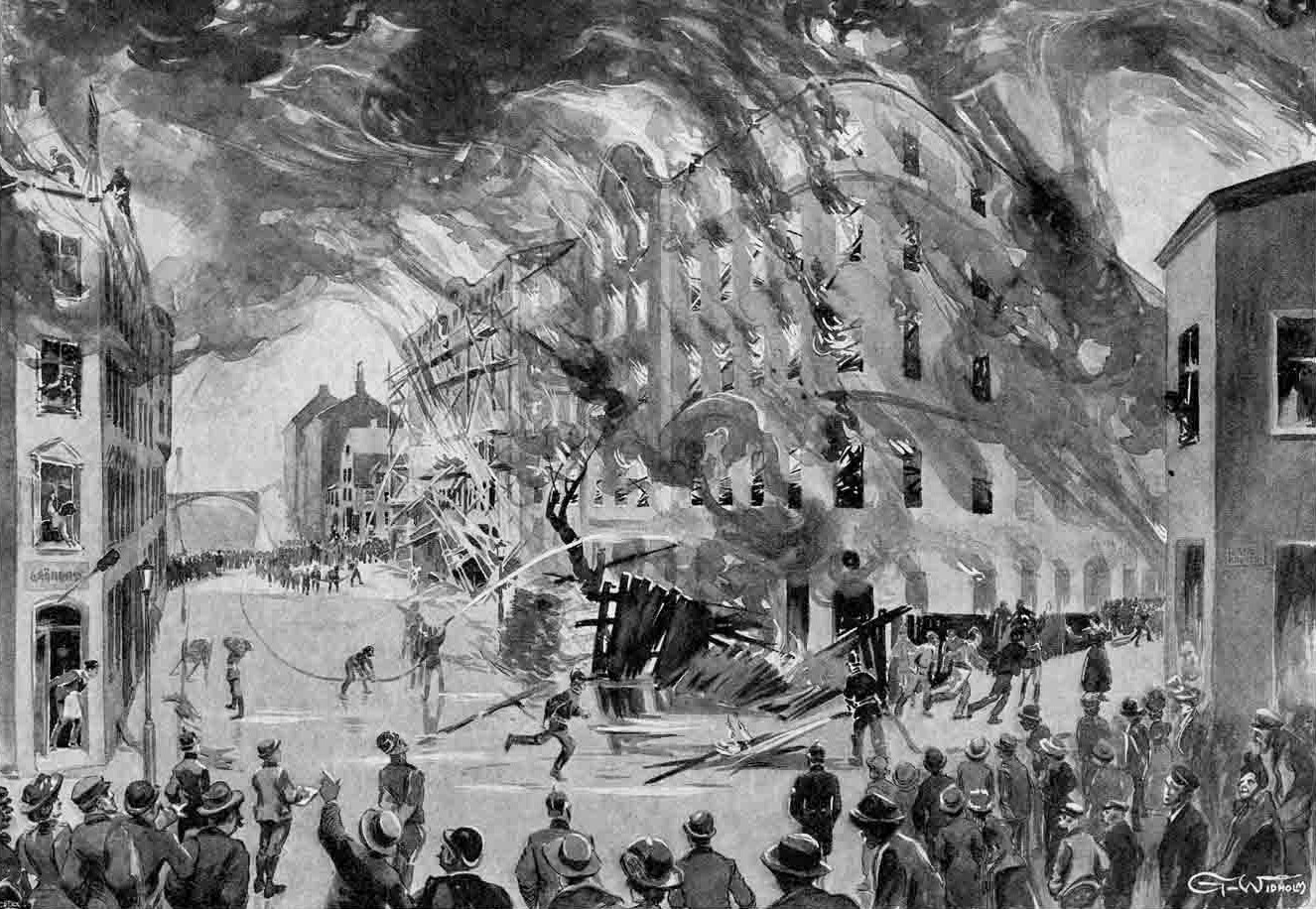
Gunnar Widholms reportageteckning av branden för veckotidningen IDUN.

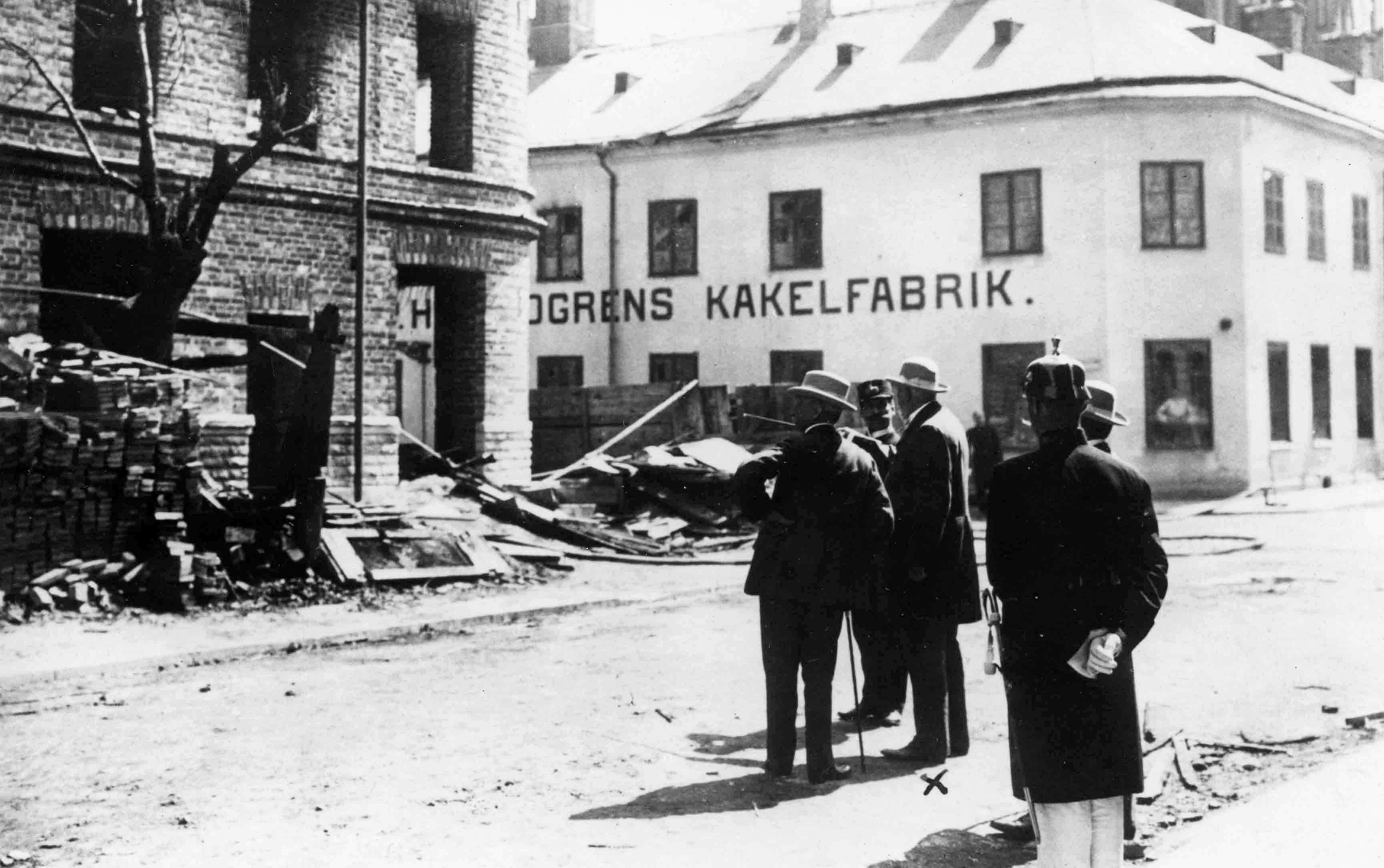
Oscar II (x) besöker platsen för den stora branden på Södermalm den 10 juli 1906.

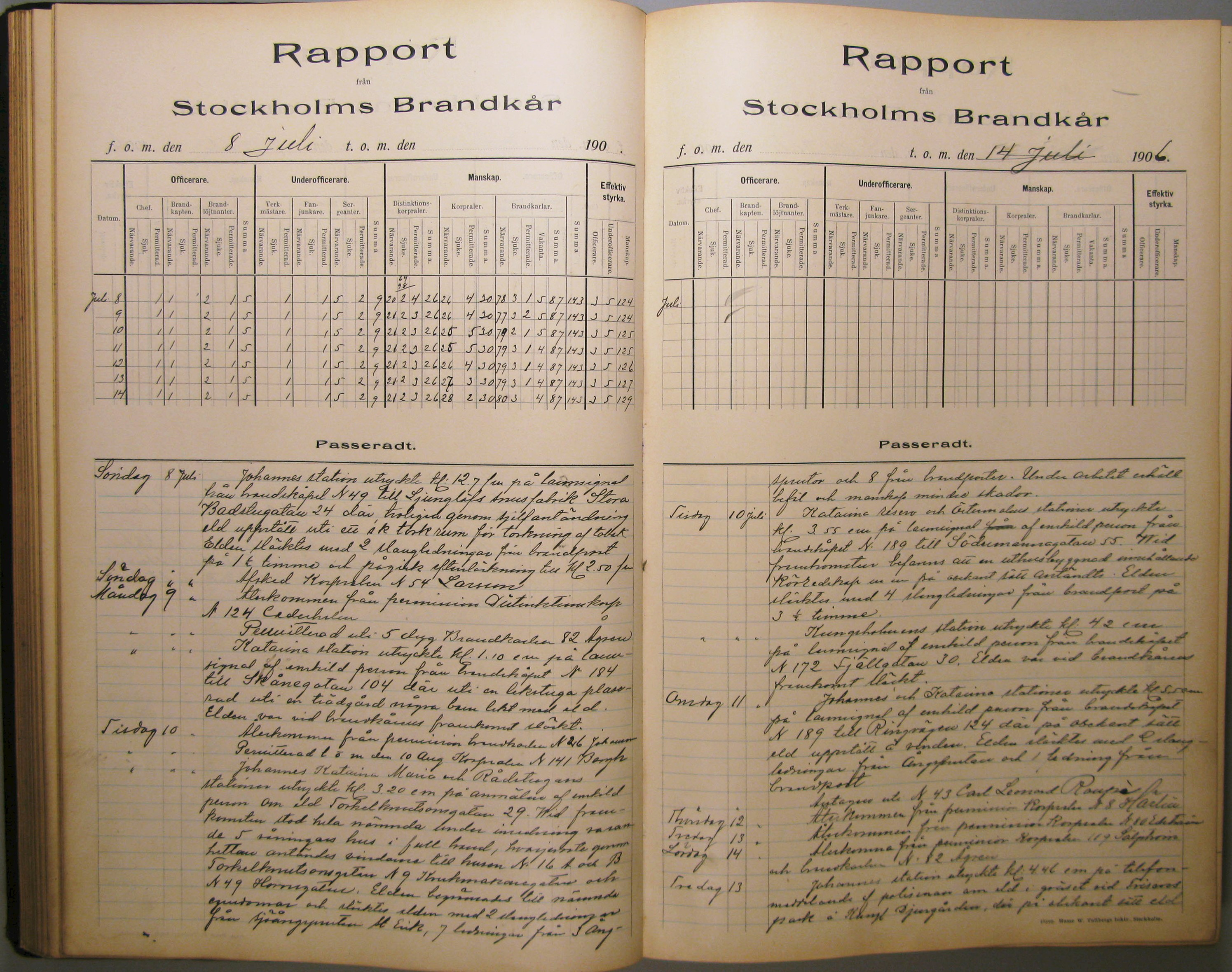
Veckorapport: Brand på Torkel Knutssonsgatan 29 den 10 juli 1906.

Branden på Torkel Knutssonsgatan ägde rum den 10 juli 1906 i kvarteren kring Torkel Knutssonsgatan på Södermalm i Stockholm. Fem byggnader drabbades av branden, ett 40-tal familjer blev hemlösa och kung Oscar II besökte brandplatsen dagen därpå. 

## Brandförloppet
Branden började på eftermiddagen den 10 juli 1906 i en hörnfastighet i kvarteret Mullvaden Första vid Torkel Knutssonsgatan 29. Byggnaden var under uppförande och branden spred sig snabb till grannhusen och grannkvartet Råttan. Klockan 15:20 larmades brandkåren av en privatperson. I kvarteret Råttan låg sedan 1902 den nybyggda Maria brandstation varför släckningsinsatsen snabbt kunde inledas. Som mest var brandmän förutom från Maria brandstation även från Johannes, Katarina och Rådstugans stationer involverade i släckningsarbetena. Ingen person omkom men  befäl och manskap fick "mindre skador", som det hette i veckorapporten. Dagen därpå besökte kung Oscar II brandplatsen och därefter Johannes brandstation där han tackade befäl och manskap "för utfört livsfarligt arbete".

## Veckorapport
Veckorapporten från Stockholms brandförsvar finns kvar på Stockholms stadsarkiv, där framgår att den 10 juli 1906 fanns tre officerare, fem underofficerare och 125 manskap tillgängliga i Stockholms brandkår. Om branden på Torkel Knutssonsgatan kan man läsa:
| ” | Tisdag 10 juli. Johannes, Katarina, Maria och Rådstugans stationer utryckte kl. 3.20 e.m. på anmälan af enskild person. Om eld Torkelknutssonsgatan 29. Wid framkomsten stod hela nämnda under inredning varande 5 våningars hus i full brand, hvarjemte genom hettan antändes vindarne till husen N. 16 A och B Torkelknutssonsgatan, N 9 Krukmakaregaten och N 49 Hornsgatan. Elden begränsades till nämnda egendomar och släcktes elden med 2 slangledningar från Sjöångsprutan St Erik, 7 ledningar från 3 ångsprutor och 8 från brandposter. Under arbetet erhöll befäl och manskap mindre skador. | „ |